# Allium pskemense
Allium pskemense là một loài thực vật có hoa trong họ Amaryllidaceae. Loài này được B.Fedtsch. mô tả khoa học đầu tiên năm 1905.

## Hình ảnh

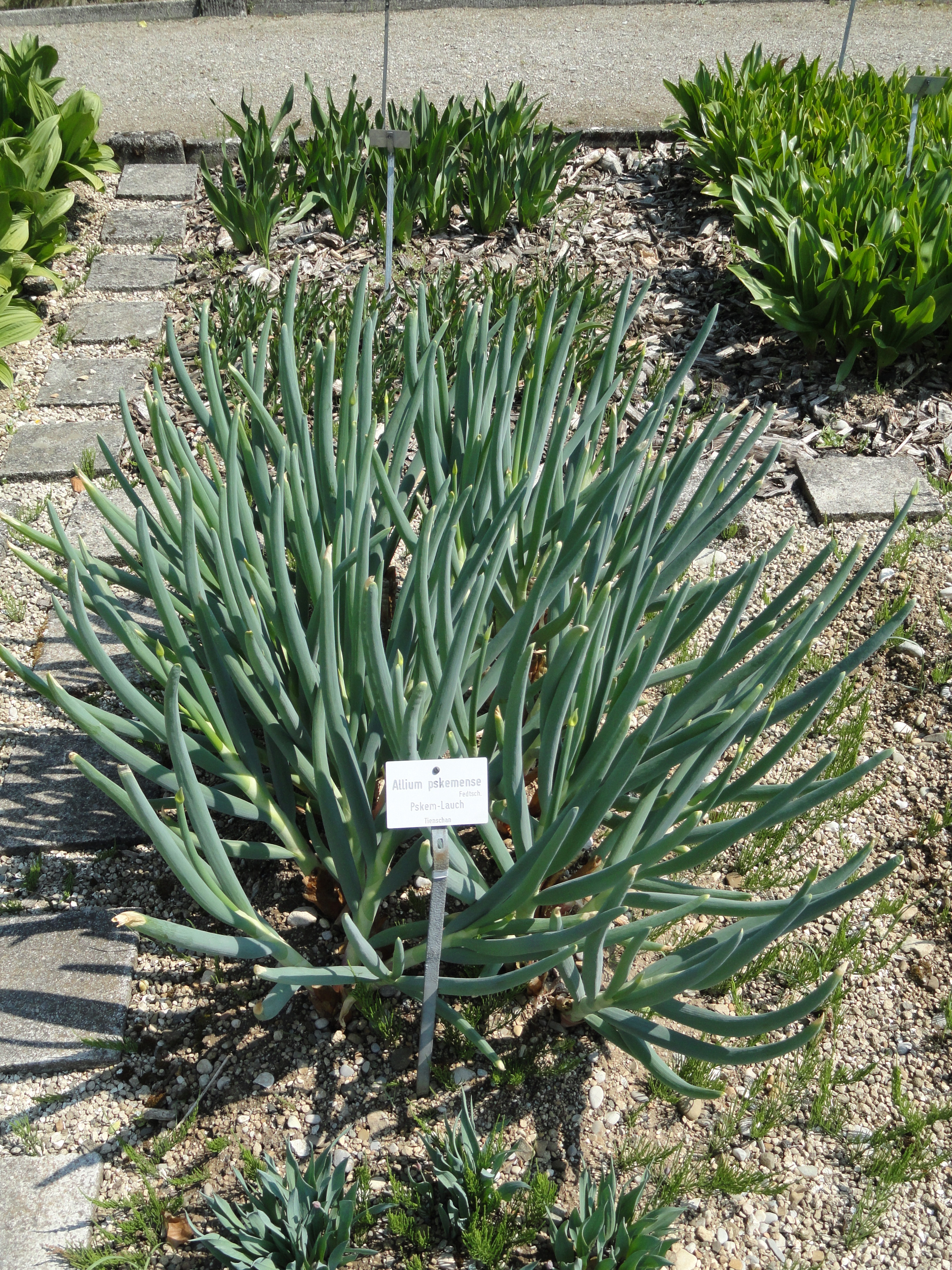
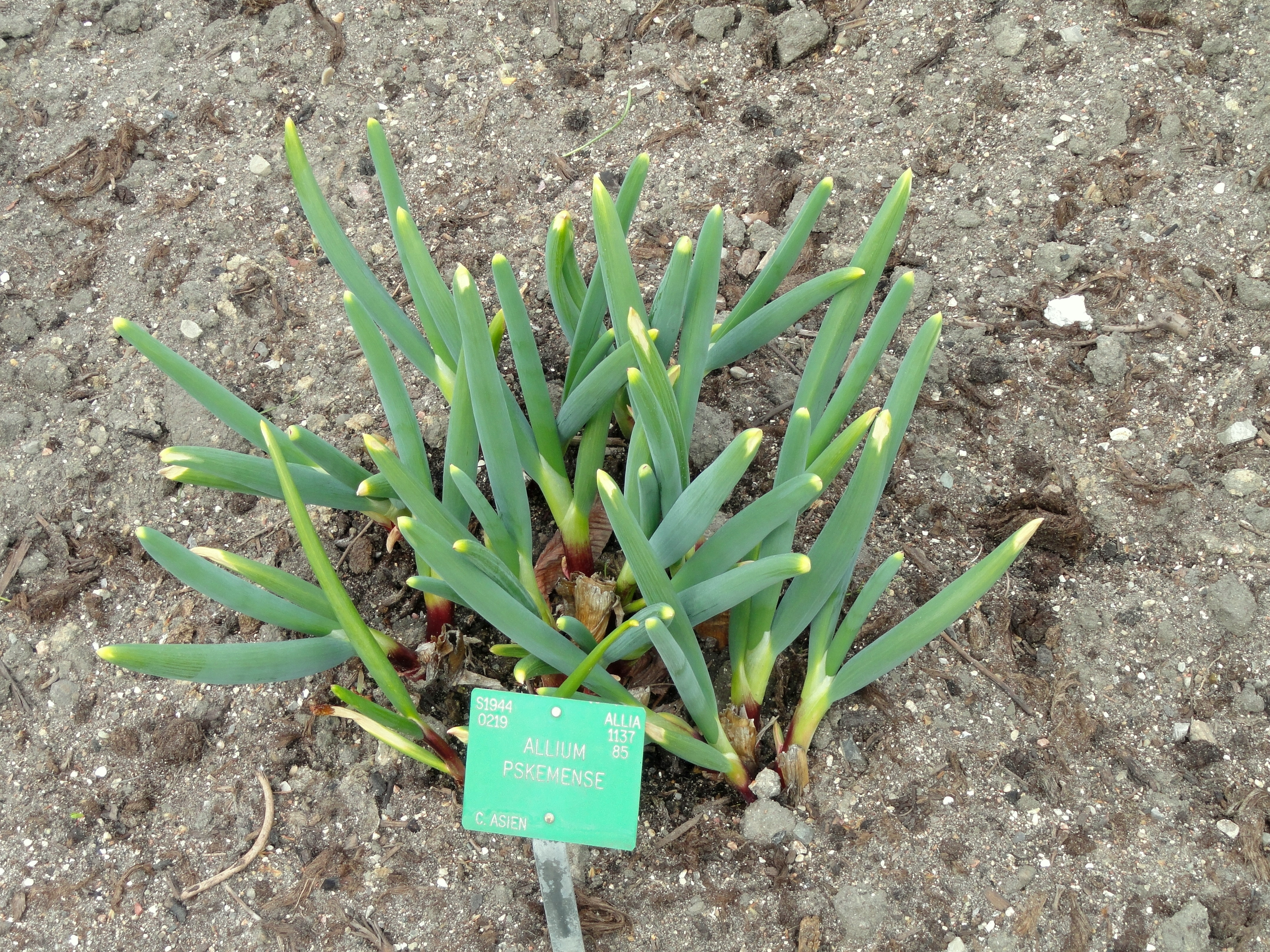
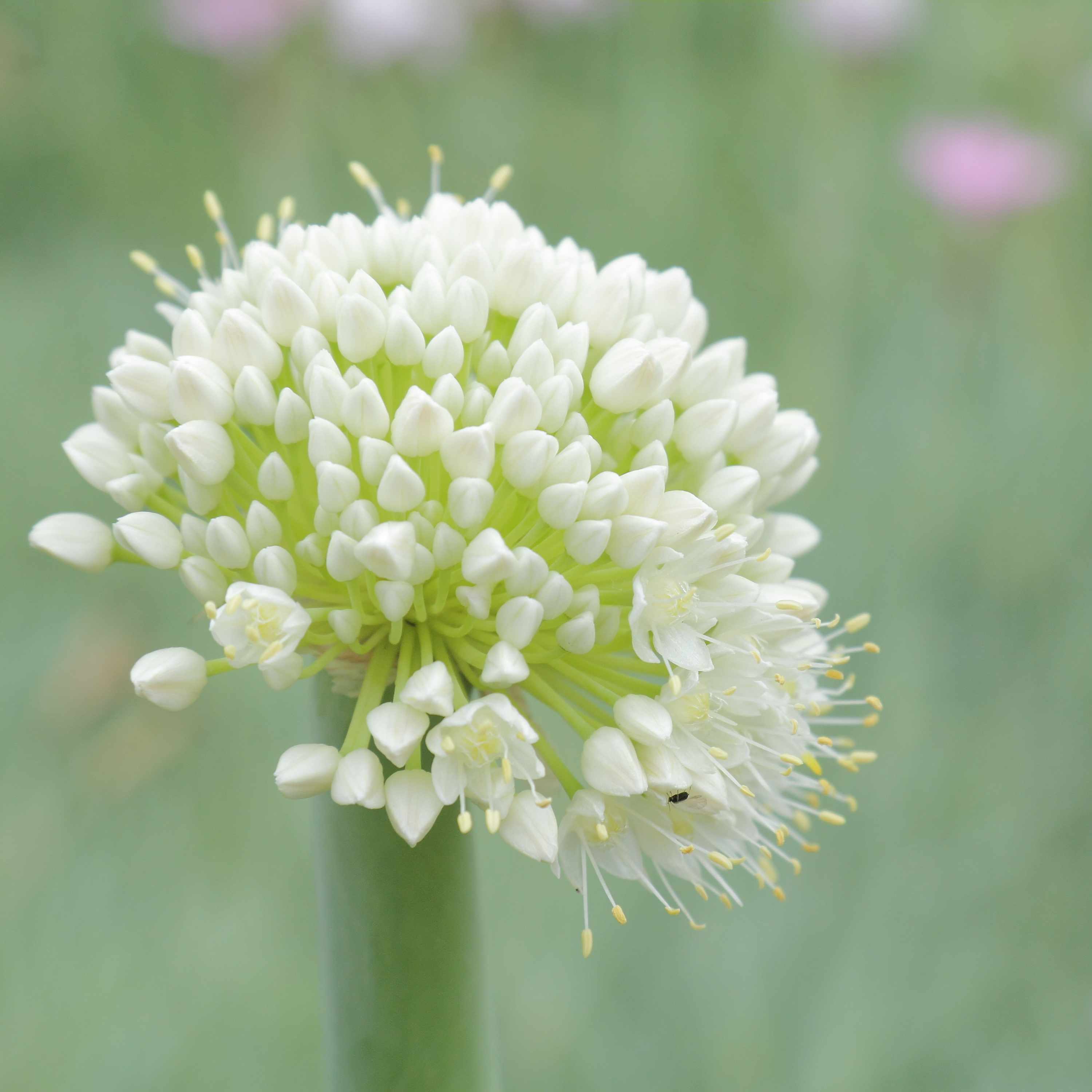